# Rally de Cerdeña de 2023
El Rally de Cerdeña de 2023 oficialmente 20.º Rally d'Italia Sardegna, fue la vigésima edición y la sexta ronda de la temporada 2023 del Campeonato Mundial de Rally. Se celebró del 1 al 4 de junio y contó con un itinerario de diecinueve tramos sobre tierra que sumaron un total de 322,79 km cronometrados. Fue también la sexta ronda de los campeonatos WRC2 y WRC3, mientras que será la tercera del JWRC.
Esta fue la vigésima edición del rally sardo, siendo la decimonovena puntuable para el Campeonato Mundial de Rally. Tras haber sido Alghero la base de la edición 2022 la prueba volvió a tener la sede en Olbia. La principal novedad de esta edición fue la doble pasada por la especial de Monte Lerno - Sa Conchedda que contó con 49,90 km cronometrados.

## Lista de inscritos
| Num. | Piloto                    | Copiloto                   | Equipo                           | Automóvil              | Neu. | Categoría             |
| ---- | ------------------------- | -------------------------- | -------------------------------- | ---------------------- | ---- | --------------------- |
| 4    | Esapekka Lappi            | Janne Ferm                 | Hyundai Shell Mobis WRT          | Hyundai i20 N Rally1   | P    | WRC                   |
| 6    | Dani Sordo                | Cándido Carrera            | Hyundai Shell Mobis WRT          | Hyundai i20 N Rally1   | P    | WRC                   |
| 7    | Pierre-Louis Loubet       | Nicolas Gilsoul            | M-Sport Ford WRT                 | Ford Puma Rally1       | P    | WRC                   |
| 8    | Ott Tänak                 | Martin Järveoja            | M-Sport Ford WRT                 | Ford Puma Rally1       | P    | WRC                   |
| 11   | Thierry Neuville          | Martijn Wydaeghe           | Hyundai Shell Mobis WRT          | Hyundai i20 N Rally1   | P    | WRC                   |
| 17   | Sébastien Ogier           | Vincent Landais            | Toyota Gazoo Racing WRT          | Toyota GR Yaris Rally1 | P    | WRC                   |
| 18   | Takamoto Katsuta          | Aaron Johnston             | Toyota Gazoo Racing WRT          | Toyota GR Yaris Rally1 | P    | WRC                   |
| 33   | Elfyn Evans               | Scott Martin               | Toyota Gazoo Racing WRT          | Toyota GR Yaris Rally1 | P    | WRC                   |
| 69   | Kalle Rovanperä           | Jonne Halttunen            | Toyota Gazoo Racing WRT          | Toyota GR Yaris Rally1 | P    | WRC                   |
| 20   | Yohan Rossel              | Arnaud Dunand              | PH Sport                         | Citroën C3 Rally2      | P    | WRC2                  |
| 21   | Gus Greensmith            | Jonas Andersson            | Toksport WRT 3                   | Škoda Fabia RS Rally2  | P    | WRC2                  |
| 22   | Oliver Solberg            | Elliott Edmondson          | Oliver Solberg                   | Škoda Fabia RS Rally2  | P    | WRC2                  |
| 23   | Andreas Mikkelsen         | Torstein Eriksen           | Toksport WRT 3                   | Škoda Fabia RS Rally2  | P    | WRC2                  |
| 24   | Nikolay Gryazin           | Konstantin Aleksandrov     | Toksport WRT 2                   | Škoda Fabia RS Rally2  | P    | WRC2                  |
| 25   | Teemu Suninen             | Mikko Markkula             | Hyundai Motorsport N             | Hyundai i20 N Rally2   | P    | WRC2                  |
| 27   | Adrien Fourmaux           | Alexandre Coria            | M-Sport Ford WRT                 | Ford Fiesta Rally2     | P    | WRC2                  |
| 28   | Nicolas Ciamin            | Yannick Roche              | Nicolas Ciamin                   | Volkswagen Polo GTI R5 | P    | WRC2                  |
| 29   | Kajetan Kajetanowicz      | Maciej Szczepaniak         | Kajetan Kajetanowicz             | Škoda Fabia RS Rally2  | P    | WRC2                  |
| 30   | Grégoire Munster          | Louis Louka                | M-Sport Ford WRT                 | Ford Fiesta Rally2     | P    | WRC2                  |
| 31   | Fabrizio Zaldivar         | Marcelo Der Ohannesian     | Hyundai Motorsport N             | Hyundai i20 N Rally2   | P    | WRC2                  |
| 32   | Sami Pajari               | Enni Mälkönen              | Toksport WRT                     | Škoda Fabia RS Rally2  | P    | WRC2                  |
| 34   | Bruno Bulacia             | Axel Coronado Jiménez      | Marco Bulacia                    | Škoda Fabia Rally2 evo | P    | WRC2                  |
| 35   | Alejandro Cachón          | Alejandro López Fernández  | Alejandro Cachón                 | Citroën C3 Rally2      | P    | WRC2                  |
| 36   | Georg Linnamäe            | James Morgan               | Georg Linnamäe                   | Hyundai i20 N Rally2   | P    | WRC2                  |
| 37   | Mikołaj Marczyk           | Szymon Gospodarczyk        | Mikołaj Marczyk                  | Škoda Fabia RS Rally2  | P    | WRC2                  |
| 38   | Josh McErlean             | John Rowan                 | Motorsport Ireland Rally Academy | Hyundai i20 N Rally2   | P    | WRC2                  |
| 39   | Lauri Joona               | Tuukka Shemeikka           | Lauri Joona                      | Škoda Fabia Rally2 evo | P    | WRC2                  |
| 40   | Robert Virves             | Hugo Magalhães             | Robert Virves                    | Ford Fiesta Rally2     | P    | WRC2                  |
| 41   | Erik Cais                 | Petr Těšínský              | Erik Cais                        | Škoda Fabia RS Rally2  | P    | WRC2                  |
| 44   | Gregor Jeets              | Timo Taniel                | Gregor Jeets                     | Hyundai i20 N Rally2   | P    | WRC2                  |
| 45   | Armin Kremer              | Timo Gottschalk            | Armin Kremer                     | Škoda Fabia RS Rally2  | P    | WRC2, WRC Masters Cup |
| 46   | Martin Prokop             | Michal Ernst               | Martin Prokop                    | Škoda Fabia RS Rally2  | P    | WRC2                  |
| 47   | Mauro Miele               | Luca Beltrame              | Mauro Miele                      | Škoda Fabia RS Rally2  | P    | WRC2, WRC Masters Cup |
| 48   | Eduardo Castro            | Fernando Mussano           | Eduardo Castro                   | Škoda Fabia Rally2 evo | P    | WRC2                  |
| 49   | Patrick O'Brien           | Stephen O'Brien            | Motorsport Ireland Rally Academy | Hyundai i20 N Rally2   | P    | WRC2                  |
| 50   | Johannes Keferböck        | Ilka Minor                 | Johannes Keferböck               | Škoda Fabia Rally2 evo | P    | WRC2, WRC Masters Cup |
| 51   | Miguel Zaldivar Sr.       | José Luis Díaz             | Miguel Zaldivar Sr.              | Hyundai i20 N Rally2   | P    | WRC2, WRC Masters Cup |
| 52   | Alexander Villanueva      | José Murado González       | Alexander Villanueva             | Škoda Fabia RS Rally2  | P    | WRC2, WRC Masters Cup |
| 53   | Daniel Chwist             | Kamil Heller               | Daniel Chwist                    | Škoda Fabia Rally2 evo | P    | WRC2, WRC Masters Cup |
| 54   | Norbert Herczig           | Ramón Ferencz              | Norbert Herczig                  | Škoda Fabia Rally2 evo | P    | WRC2                  |
| 55   | Nasser Khalifa Al-Attiyah | Giovanni Bernacchini       | Nasser Khalifa Al-Attiyah        | Ford Fiesta Rally2     | P    | WRC2, WRC Masters Cup |
| 56   | Giuseppe Dettori          | Carlo Pisano               | Giuseppe Dettori                 | Škoda Fabia R5         | P    | WRC2                  |
| 57   | Matteo Gamba              | Nicolò Gonella             | Matteo Gamba                     | Škoda Fabia Rally2 evo | P    | WRC2                  |
| 58   | Nicola Tali               | Massimiliano Frau          | Nicola Tali                      | Škoda Fabia Rally2 evo | P    | WRC2                  |
| 59   | Pablo Biolghini           | Stefano Pudda              | Pablo Biolghini                  | Škoda Fabia Rally2 evo | P    | WRC2                  |
| 60   | Maurizio Morato           | Andrea Dal Maso            | Maurizio Morato                  | Škoda Fabia R5         | P    | WRC2                  |
| 61   | Carlo Covi                | Andrea Budoia              | Carlo Covi                       | Škoda Fabia Rally2 evo | P    | WRC2                  |
| 62   | Francesco Tali            | Chiara Corso               | Francesco Tali                   | Ford Fiesta Rally2     | P    | WRC2                  |
| 63   | Ali Türkkan               | Burak Erdener              | Ali Türkkan                      | Ford Fiesta Rally3     | P    | WRC3                  |
| 64   | Filip Kohn                | Tom Woodburn               | Filip Kohn                       | Ford Fiesta Rally3     | P    | WRC3                  |
| 65   | Roope Korhonen            | Anssi Viinikka             | Rautio Motorsport                | Ford Fiesta Rally3     | P    | WRC3                  |
| 66   | William Creighton         | Liam Regan                 | Motorsport Ireland Rally Academy | Ford Fiesta Rally3     | P    | WRC3, Júnior WRC      |
| 67   | Laurent Pellier           | Kévin Bronner              | Laurent Pellier                  | Ford Fiesta Rally3     | P    | WRC3, Júnior WRC      |
| 68   | Diego Dominguez Jr.       | Rogelio Peñate             | Diego Dominguez Jr.              | Ford Fiesta Rally3     | P    | WRC3                  |
| 70   | Tom Rensonnet             | Loïc Dumont                | RACB National Team               | Ford Fiesta Rally3     | P    | WRC3, Júnior WRC      |
| 71   | Roberto Blach Núñez       | Mauro Barreiro             | Roberto Blach Núñez              | Ford Fiesta Rally3     | P    | WRC3, Júnior WRC      |
| 72   | Eamonn Kelly              | Conor Mohan                | Motorsport Ireland Rally Academy | Ford Fiesta Rally3     | P    | WRC3, Júnior WRC      |
| 73   | Raúl Hernández            | Rodrigo Sanjuan de Eusebio | Raúl Hernández                   | Ford Fiesta Rally3     | P    | Júnior WRC            |
| 74   | Hamza Anwar               | Adnan Din                  | Hamza Anwar                      | Ford Fiesta Rally3     | P    | WRC3, Júnior WRC      |
| 26   | Emil Lindholm             | Reeta Hämäläinen           | Toksport WRT                     | Škoda Fabia RS Rally2  | P    | WRC                   |
| 75   | Zoltán László             | Gábor Zsiros               | Zoltán László                    | Škoda Fabia Rally2 evo | P    | WRC, WRC Masters Cup  |
| 76   | Francesco Tali            | Francesco Fresu            | Francesco Tali                   | Peugeot 208 T16        | P    | WRC                   |
| 77   | Giuseppe Pozzo            | Pier Paolo Cottu           | Giuseppe Pozzo                   | Škoda Fabia Rally2 evo | P    | WRC                   |
| 78   | Gianpietro Bendotti       | Giuliano Vaerini           | Gianpietro Bendotti              | Škoda Fabia Rally2 evo | P    | WRC                   |
| 79   | Fabio Schwarz             | Bernhard Ettel             | Fabio Schwarz                    | Ford Fiesta Rally3     | P    | WRC                   |
| 80   | Mateo Fontana             | Alessandro Arnaboldi       | Mateo Fontana                    | Peugeot 208 Rally4     |      | WRC                   |
| 81   | Stefano Marrone           | Claudio Mele               | Stefano Marrone                  | Peugeot 208 Rally4     |      | WRC                   |
| 82   | Davide Biancu             | Luigi Pittalis             | Davide Biancu                    | Peugeot 208 Rally4     | P    | WRC                   |
| 83   | Jacopo Bergamin           | Ventoso Nicolò             | Jacopo Bergamin                  | Peugeot 208 Rally4     |      | WRC                   |
| 84   | Michele Liceri            | Giulio Mendola             | Michele Liceri                   | Peugeot 208 Rally4     |      | WRC                   |
| 85   | Fabrizio Schirru          | Fabio Salis                | Fabrizio Schirru                 | Peugeot 208 Rally4     |      | WRC                   |
| 86   | Gianluca Mara             | Veronca Cottu              | Gianluca Mara                    | Peugeot 208 R2         |      | WRC                   |
| 87   | Slaven Šekuljica          | Damir Petrović             | Slaven Šekuljica                 | Renault Clio Rally5    |      | WRC                   |
| 88   | Marc Dessi                | Mattia Pastorino           | Marc Dessi                       | Renault Clio Rally5    |      | WRC                   |

## Itinerario
| Día                      | Tramo     | Nombre                       | Distancia | Hora  | Ganador          | Tiempo  | Líder de la general |
| ------------------------ | --------- | ---------------------------- | --------- | ----- | ---------------- | ------- | ------------------- |
| Día 1 (1 de junio)       | Shakedown | Loiri Porto San Paolo        | 2,87 km   | 09:01 | Esapekka Lappi   | 1:45.9  | —                   |
| Día 1 (1 de junio)       | SS1       | Olbia - Cabu Abbas           | 3,23 km   | 18:05 | Esapekka Lappi   | 2:24.9  | Esapekka Lappi      |
| Día 2 (2 de junio)       | SS2       | Tantariles 20Ris 1           | 10,71 km  | 08:40 | Sébastien Ogier  | 7:19.2  | Sébastien Ogier     |
| Día 2 (2 de junio)       | SS3       | Terranova 1                  | 8,41 km   | 09:31 | Takamoto Katsuta | 5:31.6  | Esapekka Lappi      |
| Día 2 (2 de junio)       | SS4       | Monte Lerno - Sa Conchedda 1 | 49,90 km  | 10:21 | Sébastien Ogier  | 31:33.9 | Sébastien Ogier     |
| Día 2 (2 de junio)       | SS5       | Tantariles 20Ris 2           | 10,71 km  | 14:32 | Esapekka Lappi   | 7:08.9  | Sébastien Ogier     |
| Día 2 (2 de junio)       | SS6       | Terranova 2                  | 8,41 km   | 15:23 | Thierry Neuville | 5:29.1  | Sébastien Ogier     |
| Día 2 (2 de junio)       | SS7       | Monte Lerno - Sa Conchedda 2 | 49,90 km  | 16:13 | Kalle Rovanperä  | 31:55.4 | Esapekka Lappi      |
| Día 3 (3 de junio)       | SS8       | Coiluna - Loelle 1           | 16,28 km  | 08:05 | Thierry Neuville | 10:01.6 | Sébastien Ogier     |
| Día 3 (3 de junio)       | SS9       | Su Filigosu 1                | 19,57 km  | 09:03 | Thierry Neuville | 12:45.0 | Esapekka Lappi      |
| Día 3 (3 de junio)       | SS10      | Erula - Tula 1               | 21,92 km  | 10:08 | Sébastien Ogier  | 18:45.7 | Sébastien Ogier     |
| Día 3 (3 de junio)       | SS11      | Tempio Pausania 1            | 9,96 km   | 11:22 | Thierry Neuville | 6:53.2  | Sébastien Ogier     |
| Día 3 (3 de junio)       | SS12      | Coiluna - Loelle 2           | 16,28 km  | 15:05 | Esapekka Lappi   | 9:52.3  | Sébastien Ogier     |
| Día 3 (3 de junio)       | SS13      | Su Filigosu 2                | 19,57 km  | 16:03 | Thierry Neuville | 12:53.8 | Sébastien Ogier     |
| Día 3 (3 de junio)       | SS14      | Erula - Tula 2               | 21,96 km  | 17:30 | Dani Sordo       | 19:31.6 | Thierry Neuville    |
| Día 3 (3 de junio)       | SS15      | Tempio Pausania 2            | 9,96 km   | 18:44 | Thierry Neuville | 7:23.1  | Thierry Neuville    |
| Día 4 (4 de junio)       | SS16      | Arzachena - Braniatogghiu 1  | 15,22 km  | 07:05 | Ott Tänak        | 8:37.7  | Thierry Neuville    |
| Día 4 (4 de junio)       | SS17      | Sardegna 1                   | 7,79 km   | 08:05 | Ott Tänak        | 5:37.1  | Thierry Neuville    |
| Día 4 (4 de junio)       | SS18      | Arzachena - Braniatogghiu 2  | 15,22 km  | 10:09 | Takamoto Katsuta | 8:31.7  | Thierry Neuville    |
| Día 4 (4 de junio)       | SS19      | Sardegna 2 (Power Stage)     | 7,79 km   | 12:18 | Kalle Rovanperä  | 5:55.0  | Thierry Neuville    |
| Fuente: ewrc-results.com |           |                              |           |       |                  |         |                     |

### Power stage
El power stage fue un tramo de 7,79 km al final del rally. Se otorgaron puntos adicionales a los cinco más rápidos.
| Pos. | Piloto           | Copiloto        | Automóvil              | Tiempo | Diferencia | Puntos |
| ---- | ---------------- | --------------- | ---------------------- | ------ | ---------- | ------ |
| 1.   | Kalle Rovanperä  | Jonne Halttunen | Toyota GR Yaris Rally1 | 5:55.0 | 0.0        | 5      |
| 2.   | Ott Tänak        | Martin Järveoja | Ford Puma Rally1       | 5:59.7 | +4,7       | 4      |
| 3.   | Takamoto Katsuta | Aaron Johnston  | Toyota GR Yaris Rally1 | 5:59.8 | +4,8       | 3      |
| 4.   | Elfyn Evans      | Scott Martin    | Toyota GR Yaris Rally1 | 6:01.8 | +6,8       | 2      |
| 5.   | Sébastien Ogier  | Vincent Landais | Toyota GR Yaris Rally1 | 6:01.8 | +6,8       | 1      |

## Clasificación final
| Pos. | Piloto               | Copiloto            | Automóvil              | Tiempo    | Diferencia | Puntos |
| WRC  | WRC                  | WRC                 | WRC                    | WRC       | WRC        | WRC    |
| ---- | -------------------- | ------------------- | ---------------------- | --------- | ---------- | ------ |
| 1.   | Thierry Neuville     | Martijn Wydaeghe    | Hyundai i20 N Rally1   | 3.40.01,4 | 0.0        | 25     |
| 2.   | Esapekka Lappi       | Janne Ferm          | Hyundai i20 N Rally1   | 3:40.34,4 | +0:33,0    | 18     |
| 3.   | Kalle Rovanperä      | Jonne Halttunen     | Toyota GR Yaris Rally1 | 3:41.56,7 | +1:55,3    | 15 + 5 |
| 4.   | Elfyn Evans          | Scott Martin        | Toyota GR Yaris Rally1 | 3:45.21,9 | +5:20,5    | 12 + 2 |
| 5.   | Andreas Mikkelsen    | Torstein Eriksen    | Škoda Fabia RS Rally2  | 3:49.34,7 | +9:33,3    | 10     |
| 6.   | Teemu Suninen        | Mikko Markkula      | Hyundai i20 N Rally2   | 3:51.50,3 | +11:48,9   | 8      |
| 7.   | Kajetan Kajetanowicz | Maciej Szczepaniak  | Škoda Fabia RS Rally2  | 3:52.47,5 | +12:46,1   | 6      |
| 8.   | Yohan Rossel         | Arnaud Dunand       | Citroën C3 Rally2      | 3:52.54,9 | +12:53,5   | 4      |
| 9.   | Mikolaj Marczyk      | Szymon Gospodarczyk | Škoda Fabia RS Rally2  | 3:55.35,2 | +15:33,8   | 2      |
| 10.  | Erik Cais            | Petr Těšínský       | Škoda Fabia RS Rally2  | 3:56.50,8 | +16:49,4   | 1      |
| WRC2 |                      |                     |                        |           |            |        |
| 1.   | Andreas Mikkelsen    | Torstein Eriksen    | Škoda Fabia RS Rally2  | 3:49.34,7 | 0.0        | 25     |
| 2.   | Teemu Suninen        | Mikko Markkula      | Hyundai i20 N Rally2   | 3:51.50,3 | +2:15.6    | 18     |
| 3.   | Kajetan Kajetanowicz | Maciej Szczepaniak  | Škoda Fabia RS Rally2  | 3:52.47,5 | +2:12.8    | 15     |
| WRC3 |                      |                     |                        |           |            |        |
| 1.   | Roope Korhonen       | Anssi Viinikka      | Ford Fiesta Rally3     | 4:14:20.0 | 0.0        | 25     |
| 2.   | William Creighton    | Liam Regan          | Ford Fiesta Rally3     | 4:15:11.5 | +0:51.5    | 18     |
| 3.   | Ali Türkkan          | Burak Erdener       | Ford Fiesta Rally3     | 4:34:08.7 | +19:48.7   | 15     |

## Clasificaciones tras el rally
| Pos. | Piloto           | Puntos | Cambios       |
| ---- | ---------------- | ------ | ------------- |
| 1.   | Kalle Rovanperä  | 118    | Sin cambios   |
| 2.   | Thierry Neuville | 93     | Crecimiento   |
| 3.   | Ott Tänak        | 85     | Decrecimiento |
| 4.   | Elfyn Evans      | 83     | Sin cambios   |
| 5.   | Sébastien Ogier  | 70     | Decrecimiento |

| Pos. | Equipo                  | Puntos | Cambios     |
| ---- | ----------------------- | ------ | ----------- |
| 1.   | Toyota Gazoo Racing WRT | 235    | Sin cambios |
| 2.   | Hyundai Shell Mobis WRT | 212    | Sin cambios |
| 3.   | M-Sport Ford WRT        | 148    | Sin cambios |